# Бабин, Анатолий Васильевич
Анатолий Васильевич Бабин (1900—1946) — генерал-майор Советской Армии, участник советско-финской и Великой Отечественной войн.

## Биография

Могила Бабина на Мемориале Вечной Славы в Киеве.

Анатолий Бабин родился в 1900 году в селе Замошье (ныне — Ельнинский район Смоленской области). В 1918 году он пошёл на службу в Рабоче-крестьянскую Красную Армию. В 1922 году Бабин окончил военно-инженерные командные курсы, в 1935 году — курсы усовершенствования командного состава при Военно-инженерной академии. Служил на командных должностях в военно-инженерных частях.
Участвовал в боях советско-финской войны, за боевые заслуги в которой был награждён орденом Красной Звезды. С начала Великой Отечественной войны — в действующей армии. Служил начальником инженерного отдела 13-й армии Брянского (впоследствии Юго-Западного) фронта. Во время отступления частей армии руководил строительством инженерных заграждений, что позволило задержать противника.
3 мая 1942 года Бабину было присвоено воинское звание генерал-майора инженерных войск, вскоре он получил назначение на должность заместителя командующего — начальника инженерных войск Закавказского фронта. Активно участвовал в битве за Кавказ.
После окончания войны Бабин продолжил службу в Советской Армии на должность командующего инженерными войсками Киевского военного округа. Скоропостижно скончался в 1946 году, похоронен на Мемориале Вечной Славы в Киеве.
Был награждён орденом Ленина, двумя орденами Красного Знамени, орденами Отечественной войны 1-й степени и Красной Звезды, медалями «За оборону Кавказа» и «За Победу над Германией в Великой Отечественной войне 1941—1945 гг.»